# Czepiga rudawa
Czepiga rudawa (Colius striatus) – gatunek ptaka z rodziny czepig (Coliidae), zamieszkujący Afrykę na południe od Sahary, od Kamerunu do Etiopii, poprzez Afrykę Wschodnią i wschodnie tereny Afryki Środkowej na południe, aż do okolic Prowincji Przylądkowej. Nie jest zagrożony.

## Charakterystyka
Wygląd zewnętrznyPtak o długim ogonie i czubie zdobiącym głowę. Luźne, podobne do futra upierzenie jest na wierzchu ciała ciemnobrązowe, na spodzie znacznie jaśniejsze. Za i pod okiem znajduje się szaro-biała plama. Dziób jest krótki i mocny. Nogi koloru czerwonego.
Rozmiarydługość ciała: 30–36 cm, w tym ogon o długości 17–24 cm
Masa ciała36–80 g (zwykle około 50–55 g)
ZachowanieŻyje w niewielkich stadach lub grupkach rodzinnych. W nocy przebywają blisko siebie, tworząc zbitą kulę. Potrafią wtedy obniżyć temperaturę ciała, dzięki czemu spowalnia się przemiana materii i ptaki zapadają w stan odrętwienia. Po wschodzie słońca powracają do normalnej aktywności. Dzięki palcom i pazurom potrafią się bardzo dobrze wspinać. Pierwszy i czwarty palec potrafią zwrócić zarówno do przodu, jak i do tyłu. Podczas wspinaczki i wykonywania rozmaitych akrobacji, ogon zwisa w dół, dlatego podczas spokojnego poruszania się po wysokim drzewie, przypominają szczura lub mysz.

## Środowisko
Wiecznie zielone lasy, tereny porośnięte zaroślami, lasy wtórne oraz obszary dawniej zagospodarowane. Przebywają również na obrzeżach gęstych terenów leśnych, w parkach oraz ogrodach.

## Pożywienie
Pokarm składa się z pąków, kwiatów, nektaru, owoców, dojrzałych i niedojrzałych nasion.

## Lęgi
Zachowania godoweW okresie godowym i lęgowym  tworzą pary lub poligamiczne wspólnoty lęgowe.
GniazdoW kształcie miseczki, zakładane na  drzewie lub w krzakach.
Jaja i wysiadywanieSamica składa 1–7 (najczęściej 3–4) jaj. Rodzice wysiadują je na zmianę przez okres 14 dni.
PisklętaMłode są karmione papką z owoców i roślin zwracanych z wodą. Po miesiącu młode już potrafią odżywiać się samodzielnie.

## Status
IUCN uznaje czepigę rudawą za gatunek najmniejszej troski (LC, Least Concern) nieprzerwanie od 1988 roku. Liczebność światowej populacji nie została oszacowana, ale ptak ten opisywany jest jako szeroko rozpowszechniony i pospolity. Przypuszcza się, że populacja wzrasta, ponieważ postępująca degradacja siedlisk poprzez ekspansję rolnictwa oraz zakładanie ogrodów na wsiach i przedmieściach miast umożliwia ekspansję na obszary wcześniej dla tego gatunku nieodpowiednie.

## Podgatunki
Wyróżnia się od 17 do 19 podgatunków. Dzieli się je na trzy grupy, które niekiedy bywają podnoszone do rangi gatunków: nigricollis w północno-zachodniej, leucotis we wschodniej oraz striatus w południowej części zasięgu. Międzynarodowy Komitet Ornitologiczny (IOC) wyróżnia następujące podgatunki:
grupa nigricollis (czepiga czarnolica):
- C. s. nigricollis Vieillot, 1817 – Ghana i Nigeria do południowo-zachodniej Republiki Środkowoafrykańskiej i na południe po zachodnią Angolę i południowo-zachodnią Demokratyczną Republikę Konga
- C. s. leucophthalmus Chapin, 1921 – północna Demokratyczna Republika Konga, południowo-wschodnia Republika Środkowoafrykańska i południowo-zachodni Sudan

grupa leucotis (czepiga jasnoucha):
- C. s. leucotis Rüppell, 1839 – wschodni Sudan, Erytrea oraz zachodnia i środkowa Etiopia
- C. s. hilgerti Zedlitz, 1910 – południowo-zachodnie Dżibuti, północno-wschodnia Etiopia i północno-zachodnia Somalia
- C. s. jebelensis Mearns, 1915 – południowy Sudan, północno-wschodnia Demokratyczna Republika Konga i północna Uganda
- C. s. mombassicus Van Someren, 1919 – południowa Somalia do północno-wschodniej Tanzanii
- C. s. kikuyensis Van Someren, 1919 – środkowa Kenia i północna Tanzania
- C. s. cinerascens Neumann, 1900 – zachodnia i środkowa Tanzania
- C. s. affinis Shelley, 1885 – wschodnia Tanzania do północno-wschodniego Zimbabwe i północnego Mozambiku
- C. s. berlepschi Hartert, 1899 – południowo-zachodnia Tanzania do północno-wschodniej Zambii i Malawi
- C. s. kiwuensis Reichenow, 1908 – wschodnia Demokratyczna Republika Konga, środkowa i południowa Uganda, Rwanda, Burundi i północno-zachodnia Tanzania
- C. s. congicus Reichenow, 1923 – wschodnia Angola do południowej i południowo-wschodniej Demokratycznej Republiki Konga i zachodniej Zambii

grupa striatus (czepiga rudawa):
- C. s. simulans Clancey, 1979 – środkowy Mozambik i południowo-wschodnie Malawi
- C. s. integralis Clancey, 1957 – północno-wschodnia RPA, południowo-wschodnie Zimbabwe i południowy Mozambik
- C. s. rhodesiae C.H.B. Grant & Mackworth-Praed, 1938 – wschodnie Zimbabwe i zachodni Mozambik
- C. s. minor Cabanis, 1876 – wschodnia RPA i Eswatini
- C. s. striatus J.F. Gmelin, 1789 – południowa RPA

Autorzy Handbook of the Birds of the World w obrębie grupy leucotis wyróżniają jeszcze:
- C. s. erlangeri Zedlitz, 1910 – wschodni Sudan Południowy oraz środkowa i południowo-zachodnia Etiopia
- C. s. ugandensis Van Someren, 1919 – południowa Uganda, zachodnia Kenia i skrajnie północno-zachodnia Tanzania